# Tovarna avtomobilov Maribor
Tovarna avtomobilov Maribor, Akronim TAM - Tovarna Avtomobilov Maribor, je bil jugoslovanski in kasneje slovenski proizvajalec komercialnih vozil s sedežem v Mariboru.

## Zgodovina podjetja
Zametki tovarne segajo v čas 2. svetovne vojne, ko so Nemci potrebovali varno in primerno lokacijo za izdelavo letalskih delov. Gradbena dela so se začela 25. julija 1941, tovarno pa so začeli graditi že istega leta. Sredi leta 1942 je bilo v tovarni zaposlenih že 7.105 ljudi, od tega jih je bilo 4.278 vključenih v proizvodni program, preostali pa so sodelovali pri različnih gradbenih delih. Zavezniška letala so v začetku leta 1944 povzročila precejšnjo škodo na proizvodnih objektih, zato je proizvodnja pričela upadati.
Po koncu vojne je Zvezno ministrstvo za industrijo odločilo, da se bo podjetje iz letalske industrije preusmerilo v avtomobilsko proizvodnjo. 31. decembra 1946 je jugoslovanska vlada sprejela dokument o preimenovanju tovarne letalskih delov v Tovarno avtomobilov Maribor Tezno. Prvi avtomobil, ki so ga naredili v novi tovarni, je bilo tovorno vozilo TAM Pionir, ki pa so ga izdelovali po češki licenci.
TAM je sčasoma postal največji proizvajalec tovornjakov in avtobusov v Jugoslaviji. Leta 1957 je bila sklenjena licenčna pogodba z zahodnonemško družbo Klöckner-Humboldt-Deutz za proizvodnjo tovornjakov z nosilnostjo 4,5 tone in s 30-odstotnim vložkom doma izdelanih vgrajenih delov.
Leta 1961 so je tovarno preimenovali v Tovarno avtomobilov in motorjev Maribor. Pod novim imenom so kmalu trgu predstavili družino tovornih vozil TAM 2000, pričeli pa so tudi z izvozom večinoma na trg neuvrščenih držav in z izdelavo vojaških tovornjakov za potrebe JLA. Leta 1986 je bilo v TAM-u proizvedeno 200.000-to vozilo, v tovarni je bilo zaposlenih 8175 delavcev, od tega nekaj več kot 6000 moških ter približno 2000 žensk.
Po razpadu Jugoslavije so bile uvedene reorganizacije podjetja; ustanovljeno je bilo več manjših podjetij (MPP Vozila, MPP Gonila, MPP Tesnila ...), ki so nadaljevale svoj del proizvodnega programa nekdanje tovarne. Kljub vsemu je bil 3. junija 1996 za vse odvisne družbe, tudi za Tovarno avtomobilov Maribor, uveden stečaj.

## Proizvodnja po letih

### Proizvodnja vozil do leta 1970
| Leto | Št. izdelanih vozil |
| ---- | ------------------- |
| 1947 | 27                  |
| 1948 | 113                 |
| 1949 | 288                 |
| 1950 | 446                 |
| 1951 | 787                 |
| 1952 | 716                 |
| 1953 | 1389                |
| 1954 | 1659                |
| 1955 | 1966                |
| 1956 | 2310                |
| 1957 | 2749                |
| 1958 | 2526                |
| 1959 | 2605                |
| 1960 | 2777                |
| 1961 | 2838                |
| 1962 | 3013                |
| 1963 | 3508                |
| 1964 | 3872                |
| 1965 | 3943                |
| 1966 | 4085                |
| 1967 | 4764                |
| 1968 | 5513                |
| 1969 | 5621                |
| 1970 | 6442                |
| 1971 | ?                   |
| 1972 | 7625                |
| 2012 | 0                   |
| 2013 | 45                  |

Skupaj je bilo v tovarni do vključno leta 1970 izdelanih 63.957 vozil.

### Proizvodnja vozil od leta 1971 do 1985
| Leto        | Št. izdelanih vozil |
| ----------- | ------------------- |
| 1971 - 1975 | 38423               |
| 1976 - 1980 | 44683               |
| 1981 - 1985 | 45071               |

Skupaj je bilo v tovarni do vključno leta 1985 izdelanih 192.136 vozil.

## Proizvodni program tovornih vozil
Tovarniško označevanje modelov
- tovornjaki: npr. 190 T 11:
  - prva številka 190 označuje moč motorja v konjskih močeh
  - črka T označuje »tovornjak«
  - druga številka 11 označuje največjo dovoljeno maso v tonah

### Vojaški program:
|    | slika | model            | kratek opis  |
| -- | ----- | ---------------- | ------------ |
| 1. |       | TAM 110 T7       | 4x4 offroad  |
| 2. |       | TAM 125 T 10 ACV | avtocisterna |
| 3. |       | TAM 150 T11      | 6x6 offroad  |

### Komercialni program:
|     | slika             | model        | kratek opis |
| --- | ----------------- | ------------ | ----------- |
| 1.  |                   | TAM Pionir   |             |
| 2.  |                   | TAM 60 T 3 B |             |
| 3.  |                   | TAM 75 TS    |             |
| 4.  |                   | TAM 80 T 35  |             |
| 5.  |                   | TAM 80 T 5   |             |
| 6.  |                   | TAM 110 T 10 |             |
| 7.  |                   | TAM 125 T 10 |             |
| 8.  |                   | TAM 130 T 10 |             |
| 9.  |                   | TAM 130 T 11 |             |
| 10. |                   | TAM 150 T 11 |             |
| 11. |                   | TAM 190 T 15 |             |
| 12. |                   | TAM 2000     |             |
| 13. | TAM 2001          |              |             |
| 14. | [[Slika:\|150px]] | TAM 260 T 22 |             |
| 15. |                   | TAM 260 T 26 |             |
| 16. |                   | TAM 550      |             |
| 17. |                   | TAM 4500     |             |
| 17. |                   | TAM 5000     | »Nosan«     |

## Proizvodni program avtobusov
Tovarniško označevanje modelov 
- avtobusi: npr. 260 A 116 M:
  - prva številka 260 označuje moč motorja v konjskih močeh
  - prva črka A označuje avtobus
  - druga številka 116 označuje dolžino vozila v decimetrih (11,6 metrov)
  - druga črka M, pomeni "mestni" avtobus
  - Če je druga črka P, pomeni "primestni" avtobus
  - Če je druga črka T, pomeni "turistični" avtobus

|    | slika             | model           | kratek opis |
| -- | ----------------- | --------------- | ----------- |
| 1. |                   | TAM A 3000      |             |
| 2. |                   | TAM A 3000      |             |
| 3. |                   | TAM 190 A 11    |             |
| 4. |                   | TAM 232 A 116 M |             |
| 5. |                   | TAM 260 A 116 M |             |
| 6. | [[Slika:\|150px]] | TAM 331 A 119   |             |

## TAM Marbus (Tovarna vozil Maribor d.o.o.) (2001-2013)
Marca leta 2001 so s pripojitvijo razcepljenih družb ustanovili podjetje Tovarna vozil Maribor d.o.o. Izdelovalo je avtobuse pod blagovno znamko TAM Marbus, v njem so predelovali oz. dograjevali dostavna vozila znamke Iveco in izdelovali šasije. Leta 2004 je postala večinski lastnik skupina Viator & Vektor. Po velikih finančnih izgubah Tovarne vozil Maribor v letih 2008, 2009 in 2010 je bil dne 3. marca 2011 na Okrajnem sodišču v Mariboru predložen predlog za uvedbo stečaja podjetja.
|    | Slika | Model     | Kratek opis |
| -- | ----- | --------- | ----------- |
| 1. |       | TAM Viveo |             |
| 2. |       |           |             |
| 3. |       |           |             |

## TAM Europe
Letališki
|    | Slika | Model        | Kratek opis |
| -- | ----- | ------------ | ----------- |
| 1. |       | VIVAIR 60S   |             |
| 2. |       | VIVAIR 88W   |             |
| 3. |       | VIVAIR 104WL |             |
| 4. |       | eVIVAIR2     | električni  |

Potovalni in drugi
|    | Slika | Model      | Kratek opis |
| -- | ----- | ---------- | ----------- |
| 1. |       | VIVE TH    |             |
| 2. |       | VIVE TL    |             |
| 3. |       | VIVE TLL   |             |
| 4. |       | SCHOOL BUS |             |

Vero in Royal VIP
|    | Slika | Model         | Kratek opis |
| -- | ----- | ------------- | ----------- |
| 1. |       | TAM Vero      | električni  |
| 2. |       | TAM ROYAL VIP |             |